# César Vaccia
César Vaccia (San Antonio, Provincia de San Antonio, Chile, 12 de octubre de 1952) es un exfutbolista y entrenador de fútbol chileno.
Fue bicampeón del fútbol chileno como entrenador de la Universidad de Chile. Posteriormente pasó a dirigir las selecciones menores de Chile, sin éxito.
En la actualidad se desempeña como director de la Corporación de Deportes de la comuna de El Quisco.

## Clubes como entrenador
| Club                     | País  | Año       |
| ------------------------ | ----- | --------- |
| San Antonio Unido        | Chile | 1983-1984 |
| Universidad de Chile     | Chile | 1999-2001 |
| Selección nacional       | Chile | 2002      |
| Selección Chilena Sub-17 | Chile | 2002-2003 |
| Selección Chilena Sub-15 | Chile | 2007      |
| Selección Chilena Sub-17 | Chile | 2008-2009 |
| Selección Chilena Sub-20 | Chile | 2010-2011 |

##### Partidos dirigidos con selecciones
| Partidos dirigidos en la selección chilena | Partidos dirigidos en la selección chilena | Partidos dirigidos en la selección chilena | Partidos dirigidos en la selección chilena | Partidos dirigidos en la selección chilena | Partidos dirigidos en la selección chilena |
| N.º                                        | Fecha                                      | Lugar                                      | Rival                                      | Resultado                                  | Competición                                |
| ------------------------------------------ | ------------------------------------------ | ------------------------------------------ | ------------------------------------------ | ------------------------------------------ | ------------------------------------------ |
| 1                                          | 17 de abril de 2002                        | Kerkrade                                   | Turquía                                    | 0-2                                        | Partido Amistoso                           |

## Palmarés

### Campeonatos nacionales
| Título           | Club                 | País  | Año  |
| ---------------- | -------------------- | ----- | ---- |
| Primera División | Universidad de Chile | Chile | 1999 |
| Copa Chile       | Universidad de Chile | Chile | 2000 |
| Primera División | Universidad de Chile | Chile | 2000 |

| Predecesor: Roberto Hernández | Director Técnico de Universidad de Chile 1999-2001       | Sucesor: Víctor Hugo Castañeda |
| Predecesor: Jorge Garcés      | Director Técnico de la Selección de fútbol de Chile 2002 | Sucesor: Juvenal Olmos         |